# 六道聖
六道 聖（ろくどう ひじり）は、『実況パワフルプロ野球』シリーズのサクセスモードに登場する架空の野球選手（女性選手）。右投右打で、ポジションは捕手・一塁手。8月18日生まれ、A型。
担当声優は高橋李依（ゲーム『パワプロ2022』）。

## 登場作品
実況パワフルプロ野球2016以降では旧作キャラは原則としてサクセス内で登場せず、他のモードで登場する。 以下はサクセスモード本編のシナリオ内で登場する(またはさせることができる)作品を挙げる。またナンバリングには含まれていないが、熱闘!パワフル甲子園の激闘サバイバルモードでも対戦相手として登場している。
- 実況パワフルプロ野球13
- 実況パワフルプロ野球14・Wii
- 実況パワフルプロ野球15(実況パワフルプロ野球2009)
- 実況パワフルプロ野球2012
- 実況パワフルプロ野球2013
- 実況パワフルプロ野球2014
- 実況パワフルプロ野球 (スマートフォン)・実況パワフルプロ野球サクセススペシャル
- eBASEBALLパワフルプロ野球2022

## 人物紹介
- 髪は紫色で、両サイドを三つ編みにし、後ろでリボンで束ねた髪型をしている。
- 橘みずきとは親友で一緒にスイーツを食べたりする仲であり、彼女の相方でもある。たまにケンカする事もあるが基本的に仲が良い。
- お寺の住職の娘で、口調が凛々しく、生意気な新入りに高校の洗礼を浴びせるのが得意。
- 胃もたれしそうな甘さでも平気で食べるかなりの甘党で、好物はパワ堂のきんつば（『13』）。
- 非力で鈍足であるが、常人離れした集中力を誇り、巧みな打撃と超一流の守備力、抜群のリードなど技術面に長けた捕手である[2]。
- 「13」と「14」では主人公の急成長の中に鈴本と似たものを見出し、段々と主人公に好意を抱く。また、「15」では励ましてくれた主人公に好意を抱いている。
- 感情表現がやや不器用で、感情が表情に出ることはあまり無い。
- 大学在学中に自動車の運転免許証を取得し、プロ転向後は外車に乗って通勤している。
- 携帯電話も持っているが、通話機能しか使っていないらしく、かなりアナログタイプの人間である。 ちなみに電話番号は全て覚えているらしい。
- 私服は着物である。

## 選手としての能力
キャッチャーのリード能力に特化した女性選手である。他のサクセス捕手と比べて守備と捕球以外の基礎能力と特殊能力に見劣りがあるが、それを補う最高クラスのリード能力と希少な特殊能力であるささやき戦術を持ち合わせている。
現状、パワプロのサクセス捕手の中でキャッチャーA以上とささやき戦術を両方持っているのは彼女だけであり、守備以外は低能力ながらも極めて稀少で戦力的な価値が高い選手である。
パワフェスでも上記の性能に加え、彼女の所属チームが後半に登場かつ、そこまで美味しくない事も相まって初期助っ人としての適性も高く、彼女がいれば投手事情を大きく解決できる。

## 作品別紹介
実況パワフルプロ野球13
中学時代、河川敷で試合をしている際に、バッテリーを組んでいた少年の投げた暴投を見事にキャッチするほどの集中力を見せ、高校レベルの捕手では捕球不可能な「クレッセントムーン」の受け手として、橘みずきにスカウトされ、聖タチバナ学園に主人公の1年後輩として入学。サクセス中では主に5番打者。中学時代にバッテリーを組んでいた少年は、『パワプロ14』で初登場の鈴本大輔であり、甲子園決勝のパワフル高校戦で再会する。その後、野球部のキャプテンとなり、また決定版では2年生ながら高校世界大会代表選手に選出される。
実況パワフルプロ野球14
高校卒業後は大学に進学する。その後、キャッチャーの層が薄かった津々家バルカンズにテスト入団する。世間の女性選手に対する偏見をかなり気にしている描写がある（女性は体力が男性より少なく、運動量の多い野手や先発投手ではシーズン通して活躍できないと思われているため）。普通の人より筋肉が付きにくく、身体能力のピークが早いと自覚しており、プロ入り後は体の衰えを心配している。
プレーオフ第2戦のバスターズ戦の勝利後、中学時代から想いを寄せていた鈴本に想いを伝えようとするが、鈴本は六道が自分に執着し続けていることを既に察しており、その事が彼女自身のために良くないことだと思ったため、曖昧な発言から六道の誤解を誘い、結果的に六道は振られたと同時に野球を続ける理由を失ってしまう。しかし主人公に諭され、野球を続ける新しい理由を見つけることになる。
実況パワフルプロ野球15
大学時代では実績を残したが、ドラフトではどの球団にも指名されず、大学卒業後に神楽坂グループの経理部に勤務している。好きな野球を諦めていたが、主人公に諭されて再び始めることになる。主人公の好きな食べ物を聞くイベントがあり、重箱いっぱいにプレゼントしてくれることがある。また主人公のプロ入団が決まった場合にもプレゼントしてくれる。
実況パワフルプロ野球2011
本編には登場しないがエンディングのみ登場する。運転をしているのは親兄弟か知り合いかは不明だが、バイクの後ろに着物を着て乗っている。
関与しているかは不明だが『2014』では大学生の聖がバイク免許を所持しており、ドライブに誘われるイベントがある。
実況パワフルプロ野球2012
サクセスモードの満通万教育大学編に登場。
『13』と同じ聖タチバナ学園に通っている。
野球マン3号として橘みずきと共に、悪のコーチ軍団を倒した。
それに加えて主人公が稀に早川あおいに誘われるカラオケでは橘みずきと共に登場するなど、主要イベント以外にも度々登場している。
実況パワフルプロ野球2013、2014
サクセスモードにてデッキに組み込む事で使用可能。2013においては聖ジャスミン学園で使用するとプロローグで専用の台詞を喋るが、2013、2014、共にシナリオ固有キャラとしては登場しない。
パワプロアプリ・サクセススペシャル
サクセスモードにてデッキに組み込む事で使用可能。2013、2014と違い選択肢次第で確実に超特殊能力のコツを入手することができる。
実況パワフルプロ野球2016以降
パワフェスモードにて神楽坂グループの選手として登場する。
eBASEBALLパワフルプロ野球2022
サクセスモードの一つパワフル高校ライバルズ・悲劇のエース編に登場。聖タチバナ学園の選手。野球に集中するために生徒会を辞めると決めたみずきの事を心配していた。鈴本大輔に関するエピソードは触れていない。